# Zygonyx atritibiae
Zygonyx atritibiae är en trollsländeart som beskrevs av Elliot C.G. Pinhey 1964. Zygonyx atritibiae ingår i släktet Zygonyx och familjen segeltrollsländor. IUCN kategoriserar arten globalt som livskraftig. Inga underarter finns listade i Catalogue of Life.